# Slingsby T.59 Kestrel
 (mars 2025).
La mise en forme du texte ne suit pas les recommandations de Wikipédia : il faut le « wikifier ».
Les points d'amélioration suivants sont les cas les plus fréquents. Le détail des points à revoir est peut-être précisé sur la page de discussion.
- Les titres sont pré-formatés par le logiciel. Ils ne sont ni en capitales, ni en gras.
- Le texte ne doit pas être écrit en capitales (les noms de famille non plus), ni en gras, ni en italique, ni en « petit »…
- Le gras n'est utilisé que pour surligner le titre de l'article dans l'introduction, une seule fois.
- L'italique est rarement utilisé : mots en langue étrangère, titres d'œuvres, noms de bateaux, etc.
- Les citations ne sont pas en italique mais en corps de texte normal. Elles sont entourées par des guillemets français : « et ».
- Les listes à puces sont à éviter, des paragraphes rédigés étant largement préférés. Les tableaux sont à réserver à la présentation de données structurées (résultats, etc.).
- Les appels de note de bas de page (petits chiffres en exposant, introduits par l'outil «  Source ») sont à placer entre la fin de phrase et le point final[comme ça].
- Les liens internes (vers d'autres articles de Wikipédia) sont à choisir avec parcimonie. Créez des liens vers des articles approfondissant le sujet. Les termes génériques sans rapport avec le sujet sont à éviter, ainsi que les répétitions de liens vers un même terme.
- Les liens externes sont à placer uniquement dans une section « Liens externes », à la fin de l'article. Ces liens sont à choisir avec parcimonie suivant les règles définies. Si un lien sert de source à l'article, son insertion dans le texte est à faire par les notes de bas de page.
- La présentation des références doit suivre les conventions bibliographiques. Il est recommandé d'utiliser les modèles {{Ouvrage}}, {{Chapitre}}, {{Article}}, {{Lien web}} et/ou {{Bibliographie}}. Le mode d'édition visuel peut mettre en forme automatiquement les références.
- Insérer une infobox (cadre d'informations à droite) n'est pas obligatoire pour parachever la mise en page.

Pour une aide détaillée, merci de consulter Aide:Wikification.
Si vous pensez que ces points ont été résolus, vous pouvez retirer ce bandeau et améliorer la mise en forme d'un autre article.
Dimensions
Le Slingsby T.59 Kestrel est un planeur de classe British Open qui a volé pour la première fois en août 1970. Construit en fibre de verre, il est doté de volets de courbure, d'aérofreins et d'une roue principale rétractable.

## Construction
À l'origine c'est une version sous licence du Glasflugel 401. Le Kestrel a été produit en plusieurs versions aboutissant au T.59 H d'une envergure de 22 mètres. Ce modèle a eu du succès en compétitions. Il a été le premier planeur à accomplir un distance à but fixé de 1000 km.

## Résultats marquants en compétition
- 1970 Championnats du monde 4ème place. Pilote George Burton[2].
- 1972 Championnats nationaux britanniques 1ere place. Pilote John Delafield[2].
- 1972 Championnats du monde - Huit Kestrel inscrits, meilleurs classements 4ème (Nick Goodhart) et 6ème (Burton)[2].
- 1975 Championnats nationaux britanniques 1ere place. Pilote George Lee. Huit Kestrel dans les dix premières places[2].

## Record du monde
Le record du monde de distance à but fixé de 1000 km en aller-retour a été battu en septembre 1972 par le Néo-Zélandais Dick Georgeson. Couvrant une distance de 1 001,94 km en vol d'onde. C'était la première fois que cette distance à but fixé était réussie.

## Variantes
T.59 Kestrel 17
Construction sous licence du Glasflügel 401, premier vol en 197. Cinq construits.
T.59B
Version experimentale de 19 m d'envergure. Un construit.
T.59C Kestrel 19
Prototype avec longeron d'aile en carbone. Premier vol en Mai 1971. Un construit.
T.59D/E Kestrel 19
Le Kestrel 19, T.59D est une désignation donnée par la British Gliding Association, tandis que T.59E désigne le même appareil pour l’autorité de l’aviation civile. Plus de 90 planeurs construits.
T.59G Kestrel 22
Des extensions d'emplantures d'ailes ont été ajoutées pour augmenter l'envergure à 22 m. La surface de l'empennage a été agrandie de 25%. Un planeur modifié en Australie.
T.59H Kestrel 22
Aile redessinée en quatre pièces. Deux planeurs construits.

## Planeurs exposés
- US Southwest Soaring Museum[6].